# Park Studencki
Park Studencki – park położony we Lwowie, w dzielnicy Wulka, w rejonie frankowskim. 
Dawniej obszar ten był nazywany Wzgórzami Wuleckimi, były one położone na północ od dawnej wsi Wulka, która w późniejszym czasie stała się dzielnicą Lwowa. Przed II wojną światową stanowiły obszar piaszczystych nieużytków położonych na wschód od ulicy Wuleckiej (obecnie Andrieja Sacharowa).
Park powstał na 6 ha na terenie Wzgórz Wuleckich, których całkowita powierzchnia wynosi 15 ha. Swoją nazwę zawdzięcza położonemu w pobliżu kompleksowi domów akademickich Politechniki Lwowskiej. Obejmuje zalesione po 1944 wzniesienia o stromych zboczach, które dawniej leżały po wschodniej stronie doliny Potoku Wuleckiego. Główna aleja parku pokonuje różnicę poziomów w formie schodów, które łączą ulicę Andrieja Sacharowa (dawniej Wulecka) z ulicami Łukasza (dawniej Widok) i Tadeusza Boya-Żeleńskiego (dawniej Czysta). W ostatnich latach wytyczono w parku nowe alejki o trwałej nawierzchni, a na skraju parku od strony ulicy Łukasza wybudowano drewnianą cerkiew. 
Nad ranem 4 lipca 1941 Einsatzkommando zur besonderen Verwendung, specjalna jednostka policyjna Sicherheitsdienst – policji bezpieczeństwa III Rzeszy rozstrzelała tu przedstawicieli inteligencji polskiej Lwowa, wydarzenie to przeszło do historii jako „mord profesorów lwowskich”. Ofiary początkowo pochowano w bezimiennej mogile, a następnie przed wycofaniem się Wehrmachtu z miasta zostały ekshumowane i skremowane. Nie jest znane miejsce ostatecznego pochówku. W miejscu kaźni znajduje się pomnik. 